# Tour der australischen Rugby-Union-Nationalmannschaft nach Europa und Kanada 1966/67
| Tour der Wallabies nach Europa und Kanada 1966/67 | Tour der Wallabies nach Europa und Kanada 1966/67 | Tour der Wallabies nach Europa und Kanada 1966/67 | Tour der Wallabies nach Europa und Kanada 1966/67 | Tour der Wallabies nach Europa und Kanada 1966/67 |
| Übersicht                                         | S                                                 | G                                                 | U                                                 | N                                                 |
| ------------------------------------------------- | ------------------------------------------------- | ------------------------------------------------- | ------------------------------------------------- | ------------------------------------------------- |
| Test Matches                                      | 05                                                | 02                                                | 0                                                 | 03                                                |
| Sonstige Spiele                                   | 31                                                | 16                                                | 3                                                 | 12                                                |
| Gesamt                                            | 36                                                | 18                                                | 3                                                 | 15                                                |
|                                                   |                                                   |                                                   |                                                   |                                                   |
| England                                           | 01                                                | 01                                                | 0                                                 | 0                                                 |
| Frankreich                                        | 01                                                | 0                                                 | 0                                                 | 01                                                |
| Irland                                            | 01                                                | 0                                                 | 0                                                 | 01                                                |
| Schottland                                        | 01                                                | 0                                                 | 0                                                 | 01                                                |
| Wales                                             | 01                                                | 01                                                | 0                                                 | 0                                                 |

Die Tour der australischen Rugby-Union-Nationalmannschaft nach Europa und Nordamerika 1966/67 umfasste eine Reihe von Freundschaftsspielen der Wallabies, der Nationalmannschaft Australiens in der Sportart Rugby Union. Das Team reiste von Oktober 1966 bis Februar 1967 durch Frankreich, Großbritannien, Irland und Kanada. Während dieser Zeit bestritt es 36 Spiele, darunter fünf Test Matches gegen europäische Nationalmannschaften. Die Bilanz dieser Tour war durchzogen: Die Wallabies verloren drei der fünf Test Matches sowie zwölf der übrigen Spiele gegen regionale Auswahlteams und Vereine.

## Ereignisse
Nach dem Erfolg der Südafrika-Tour 1963 führten die Teammanager Bill McLaughlin und Alan Roper zusammen mit Kapitän John Thornett und Vizekapitän Ken Catchpole erneut die Wallabies an. McLaughlin hatte während der Neuseeland-Tour 1936 gespielt und Roper übernahm als dessen Assistent traditionsgemäß die Aufgaben eines Trainers. Thornett hatte zu Beginn der Tour bereits 36 Test Matches für Australien bestritten (15 davon als Kapitän). Er war seit 1962 Kapitän der Wallabies und hatte die Mannschaft bis dahin öfter an als jeder andere Spieler in der Geschichte des australischen Rugbysports. Es handelte sich um seine achte Tour und seine vierte als Kapitän. Da Thornett zu Beginn der Tour durch eine Krankheit außer Gefecht gesetzt wurde, war Ken Catchpole in den ersten vier Test Matches der Kapitän.
Ross Cullen aus Queensland wurde nach dem Spiel gegen die Universität Oxford – dem zweiten Spiel der Tour – beschuldigt, den Oxford-Spieler Ollie Waldron ins Ohr gebissen zu haben. Waldrons Ohr musste behandelt werden, woraufhin McLaughlin Cullen zur Strafe von der Tour ausschloss. Cullen wurde auf den nächsten Flug nach Sydney gesetzt und spielte nie wieder für Australien.

## Spielplan
- Hintergrundfarbe grün = Sieg
- Hintergrundfarbe gelb = Unentschieden
- Hintergrundfarbe rot = Niederlage

(Test Matches sind grau unterlegt; Ergebnisse aus der Sicht Australiens)
| #  | Datum             | Gegner                             | Ort                 | Stadion                        | Ergebnis |
| -- | ----------------- | ---------------------------------- | ------------------- | ------------------------------ | -------- |
| 01 | 19. Oktober 1966  | North Eastern Counties             | Newcastle upon Tyne | Gosforth Greyhound Stadium     | 14:17    |
| 02 | 22. Oktober 1966  | East Midlands Rugby Football Union | Leicester           | Welford Road Stadium           | 17:9     |
| 03 | 26. Oktober 1966  | Oxford University RFC              | Oxford              | Iffley Road                    | 11:9     |
| 04 | 29. Oktober 1966  | Aberavon RFC & Neath RFC           | Neath               | The Gnoll                      | 9:3      |
| 05 | 02. November 1966 | Abertillery RFC & Ebbw Vale RFC    | Ebbw Vale           | Welfare Ground                 | 25:6     |
| 06 | 05. November 1966 | Cardiff RFC                        | Cardiff             | Cardiff Arms Park              | 8:14     |
| 07 | 09. November 1966 | Cambridge University RUFC          | Cambridge           | Grange Road                    | 6:5      |
| 08 | 12. November 1966 | London Counties                    | London              | Twickenham Stadium             | 9:14     |
| 09 | 16. November 1966 | Edinburgh & Glasgow                | Glasgow             | Hughenden Stadium              | 18:11    |
| 10 | 19. November 1966 | South of Scotland                  | Hawick              | Mansfield Park                 | 0:13     |
| 11 | 23. November 1966 | Newport RFC                        | Newport             | Rodney Parade                  | 3:3      |
| 12 | 26. November 1966 | Swansea RFC                        | Swansea             | St Helen’s                     | 8:9      |
| 13 | 29. November 1966 | Pontypool RFC & Cross Keys RFC     | Pontypool           | Pontypool Park                 | 3:12     |
| 14 | 03. Dezember 1966 | Wales                              | Cardiff             | Cardiff Arms Park              | 14:11    |
| 15 | 07. Dezember 1966 | Leinster Rugby                     | Dublin              | Lansdowne Road                 | 9:3      |
| 16 | 10. Dezember 1966 | Ulster Rugby                       | Belfast             | Ravenhill Stadium              | 6:6      |
| 17 | 13. Dezember 1966 | North of Scotland                  | Aberdeen            | Linksfield Stadium             | 6:3      |
| 18 | 17. Dezember 1966 | Schottland                         | Edinburgh           | Murrayfield Stadium            | 5:11     |
| 19 | 21. Dezember 1966 | North Western Counties             | Manchester          | White City Stadium             | 3:8      |
| 20 | 24. Dezember 1966 | South Eastern Counties             | Bournemouth         | Kings Park                     | 11:10    |
| 21 | 26. Dezember 1966 | Combined Services                  | London              | Twickenham Stadium             | 15:6     |
| 22 | 31. Dezember 1966 | Southern Counties                  | Oxford              | Iffley Road                    | 27:6     |
| 23 | 03. Januar 1967   | South Western Counties             | Camborne            |                                | 11:6     |
| 24 | 07. Januar 1967   | England                            | London              | Twickenham Stadium             | 23:11    |
| 25 | 11. Januar 1967   | Midland Counties                   | Birmingham          |                                | 9:17     |
| 26 | 14. Januar 1967   | Western Counties                   | Bristol             | Memorial Stadium               | 0:9      |
| 27 | 17. Januar 1967   | Llanelli RFC                       | Llanelli            | Stradey Park                   | 0:11     |
| 28 | 31. Januar 1967   | Irland                             | Dublin              | Lansdowne Road                 | 8:15     |
| 29 | 25. Januar 1967   | Munster Rugby                      | Cork                | Musgrave Park                  | 8:11     |
| 30 | 30. Januar 1967   | Barbarians                         | Cardiff             | Cardiff Arms Park              | 17:11    |
| 31 | 01. Februar 1967  | Languedoc                          |                     |                                | 12:5     |
| 32 | 04. Februar 1967  | France A                           |                     |                                | 8:8      |
| 33 | 07. Februar 1967  | France Sud-Ouest                   |                     |                                | 9:11     |
| 34 | 11. Februar 1967  | Frankreich                         | Colombes            | Stade Olympique Yves-du-Manoir | 14:20    |
| 35 | 16. Februar 1967  | University of British Columbia     | Vancouver           | Varsity Stadium                | 11:6     |
| 36 | 18. Februar 1967  | British Columbia Rugby Union       | Vancouver           | Empire Stadium                 | 24:11    |

## Test Matches
| 3. Dezember 1966 | Wales                                                             | 11 : 14       | Australien                                                                              | Cardiff Arms Park, Cardiff Zuschauer: 50.000 Schiedsrichter: Kevin Kelleher (Irland) |
| 3. Dezember 1966 | Versuche: Dawes Morgan Erhöhungen: T. Price Straftritte: T. Price | (6:9) Bericht | Versuche: Cardy Lenehan Erhöhungen: Hawthorne Straftritte: Lenehan Dropgoals: Hawthorne | Cardiff Arms Park, Cardiff Zuschauer: 50.000 Schiedsrichter: Kevin Kelleher (Irland) |

Aufstellungen:
- Wales: Dewi Bebb, Kenneth Braddock, Gerald Davies, John Dawes, Norman Gale, Barry John, Allan Lewis, John Lloyd, Haydn Morgan, Alun Pask , Brian Price, Terry Price, Delme Thomas, Stuart Watkins, Denzil Williams
- Australien: Stewart Boyce, John Brass, Alan Cardy, Ken Catchpole , Gregory Davis, Philip Hawthorne, Robin Heming, Peter Johnson, Jim Lenehan, Richard Marks, James Miller, Tony Miller, John O’Gorman, Michael Purcell, Ross Teitzel

| 17. Dezember 1966 | Schottland                                                      | 11 : 5        | Australien                          | Murrayfield Stadium, Edinburgh Zuschauer: 45.000 Schiedsrichter: Meirion Joseph (Wales) |
| 17. Dezember 1966 | Versuche: Boyle Chisholm Erhöhungen: Wilson Straftritte: Wilson | (8:5) Bericht | Versuche: Brass Erhöhungen: Lenehan | Murrayfield Stadium, Edinburgh Zuschauer: 45.000 Schiedsrichter: Meirion Joseph (Wales) |

Aufstellungen:
- Schottland: Alasdair Boyle, Peter Brown, David Chisholm, Derrick Grant, James Fisher , Alex Hastie, Alexander Hinshelwood, Frank Laidlaw, David Rollo, Brian Simmers, Peter Stagg, Norman Suddon, Jock Turner, Stewart Wilson, David Whyte
- Australien: Stewart Boyce, John Brass, Alan Cardy, Ken Catchpole , Peter Crittle, Gregory Davis, Paul Gibbs, Peter Johnson, Jim Lenehan, Richard Marks, James Miller, Tony Miller, John O’Gorman, Michael Purcell, Ross Teitzel

| 7. Januar 1967 | England                                                  | 11 : 23       | Australien                                                                                            | Twickenham Stadium, London Zuschauer: 60.000 Schiedsrichter: Kevin Kelleher (Irland) |
| 7. Januar 1967 | Versuche: Ashby Erhöhungen: Hosen Straftritte: Hosen (2) | (6:9) Bericht | Versuche: Brass Catchpole Erhöhungen: Lenehan Straftritte: Hawthorne Lenehan Dropgoals: Hawthorne (3) | Twickenham Stadium, London Zuschauer: 60.000 Schiedsrichter: Kevin Kelleher (Irland) |

Aufstellungen:
- England: Clive Ashby, Mike Coulman, Michael Davis, Peter Glover, Richard Greenwood, Roger Hosen, Christopher Jennins, Philip Judd, Peter Larter, Colin McFadyean, Stephen Richards, Derek Rogers, Keith Savage, Richard Sharp , George Sherriff
- Australien: Stewart Boyce, John Brass, Alan Cardy, Ken Catchpole , Peter Crittle, Gregory Davis, Jules Guerassimoff, Philip Hawthorne, Peter Johnson, Jim Lenehan, Richard Marks, James Miller, John O’Gorman, Roy Prosser, Ross Teitzel

| 21. Januar 1967 | Irland                                                             | 15 : 8        | Australien                                               | Lansdowne Road, Dublin Zuschauer: 54.000 Schiedsrichter: Meirion Joseph (Wales) |
| 21. Januar 1967 | Versuche: Duggan Gibson Straftritte: Kiernan Dropgoals: Gibson (2) | (9:3) Bericht | Versuche: Boyce Erhöhungen: Lenehan Dropgoals: Hawthorne | Lansdowne Road, Dublin Zuschauer: 54.000 Schiedsrichter: Meirion Joseph (Wales) |

Aufstellungen:
- Irland: Barry Bresnihan, Mick Doyle, Alan Duggan, Mike Gibson, Ken Goodall, Kenneth Kennedy, Tom Kiernan, Willie John McBride, Patrick McGrath, Mick Molloy, John Moroney, Noel Murphy , Philip O’Callaghan, Harry Rea, Brendan Sherry
- Australien: Stewart Boyce, John Brass, Alan Cardy, Ken Catchpole , Peter Crittle, Gregory Davis, Jules Guerassimoff, Philip Hawthorne, Peter Johnson, Jim Lenehan, Richard Marks, Tony Miller, John O’Gorman, Roy Prosser, Ross Teitzel

| 11. Februar 1967 | Frankreich | 20 : 14       | Australien                                                                                | Stade Olympique Yves-du-Manoir, Colombes Zuschauer: 26.475 Schiedsrichter: R. W. Gilliland (Irland) |
| 11. Februar 1967 | Versuche: L. Camberabero Erhöhungen: G. Camberabero Straftritte: G. Camberabero (4) Dropgoals: G. Camberabero | (8:5) Bericht | Versuche: Davis Johnson Erhöhungen: Hawthorne Straftritte: Hawthorne Dropgoals: Hawthorne | Stade Olympique Yves-du-Manoir, Colombes Zuschauer: 26.475 Schiedsrichter: R. W. Gilliland (Irland) |

Aufstellungen:
- Frankreich: Jean-Claude Berejnoï, Jean-Michel Cabanier, Guy Camberabero, Lilian Camberabero, Christian Carrère, Christian Darrouy , Benoît Dauga, Claude Dourthe, Bernard Duprat, Jean Gachassin, Arnaldo Gruarin, André Herrero, Jean-Pierre Mir, Michel Sitjar, Walter Spanghero
- Australien: Stewart Boyce, John Brass, Alan Cardy, Ken Catchpole, Gregory Davis, Jules Guerassimoff, Philip Hawthorne, Robin Heming, Peter Johnson, Jim Lenehan, Richard Marks, Tony Miller, John O’Gorman, Ross Teitzel, John Thornett